# Erika Freeman

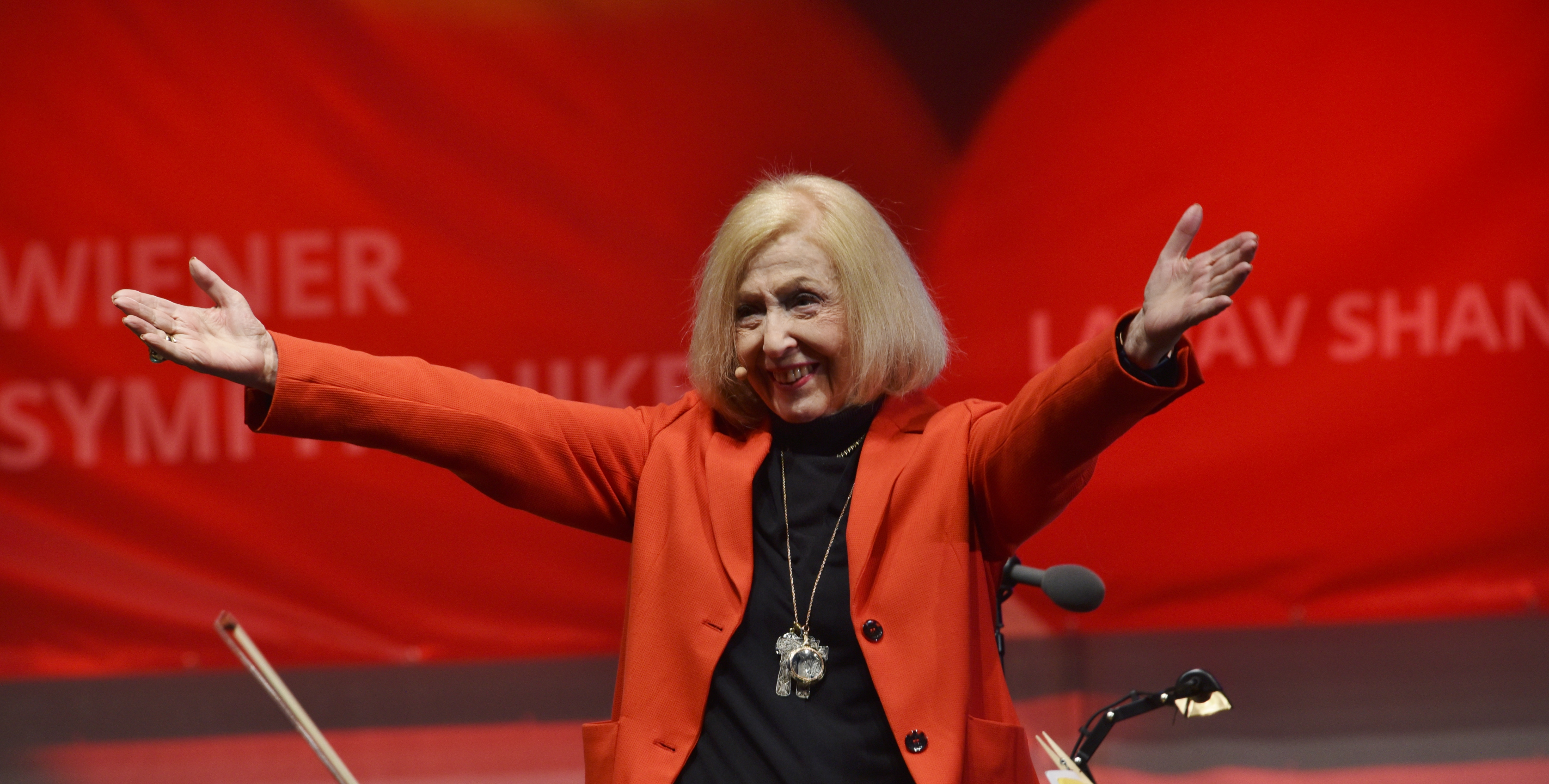
Beim Fest der Freude 2022 in Wien

Erika Padan Freeman (geboren als Erika Polesiuk am 1. Juli 1927 in Wien) ist eine US-amerikanisch-österreichische Psychoanalytikerin.

## Leben

### Emigration und Berufsleben
Erika Freeman wurde 1927, als Tochter eines Arztes und einer Lehrerin, in Wien geboren und von ihren Eltern im Alter von 12 Jahren zu Verwandten nach New York geschickt, um sie als Jüdin vor dem Naziregime zu retten. Dort studierte sie an der Columbia University und wurde zu einer hoch angesehenen Psychoanalytikerin. Sie beriet viele Politiker wie etwa die ehemalige israelische Ministerpräsidentin Golda Meir und wurde zur mentalen Stütze diverser Hollywoodlegenden wie etwa Marilyn Monroe, Marlon Brando oder Woody Allen.
Letztlich wurde Erika Freeman selbst ein Star: Sie war Dauergast in den US-Talkshows der 1970er Jahre und wurde fast zu jedem Ereignis als Psychoanalytikerin befragt. Im hohen Alter näherte sie sich auch ihrer alten Heimat Österreich wieder an und setzt sich als Zeitzeugin unermüdlich gegen das Vergessen ein.
Ihre Mutter überlebte die Judenverfolgung in Wien als „U-Boot“, starb aber am 12. März 1945 gemeinsam mit ihrer zweiten Tochter bei der Bombardierung des Philipphofs in den letzten Kriegswochen. Ihr Vater war Sozialdemokrat und konnte aus dem KZ Theresienstadt in die USA fliehen, wo Erika den Totgeglaubten einige Jahre später durch Zufall traf.
Sie studierte Psychologie an der Columbia University, wo der aus Wien geflohene Psychoanalytiker und Freudschüler Theodor Reik einer ihrer Lehrer war. Mit Reik veröffentlichte sie einen Band mit Gesprächsprotokollen über die Psychoanalyse. Sie wurde mit einer Dissertation über die Stellung der Familie im Kibbutz promoviert. Ihre Tante, die Zionistin Ruth Klüger-Aliav, half ihr bei ihrem beruflichen Start in New York. Polesiuk hebräisierte ihren Namen zu Padan und heiratete 1954 den Maler, Grafiker, Bildhauer und Kalligrafen Paul K. Freeman (1929–1980).

### Engagement in Österreich

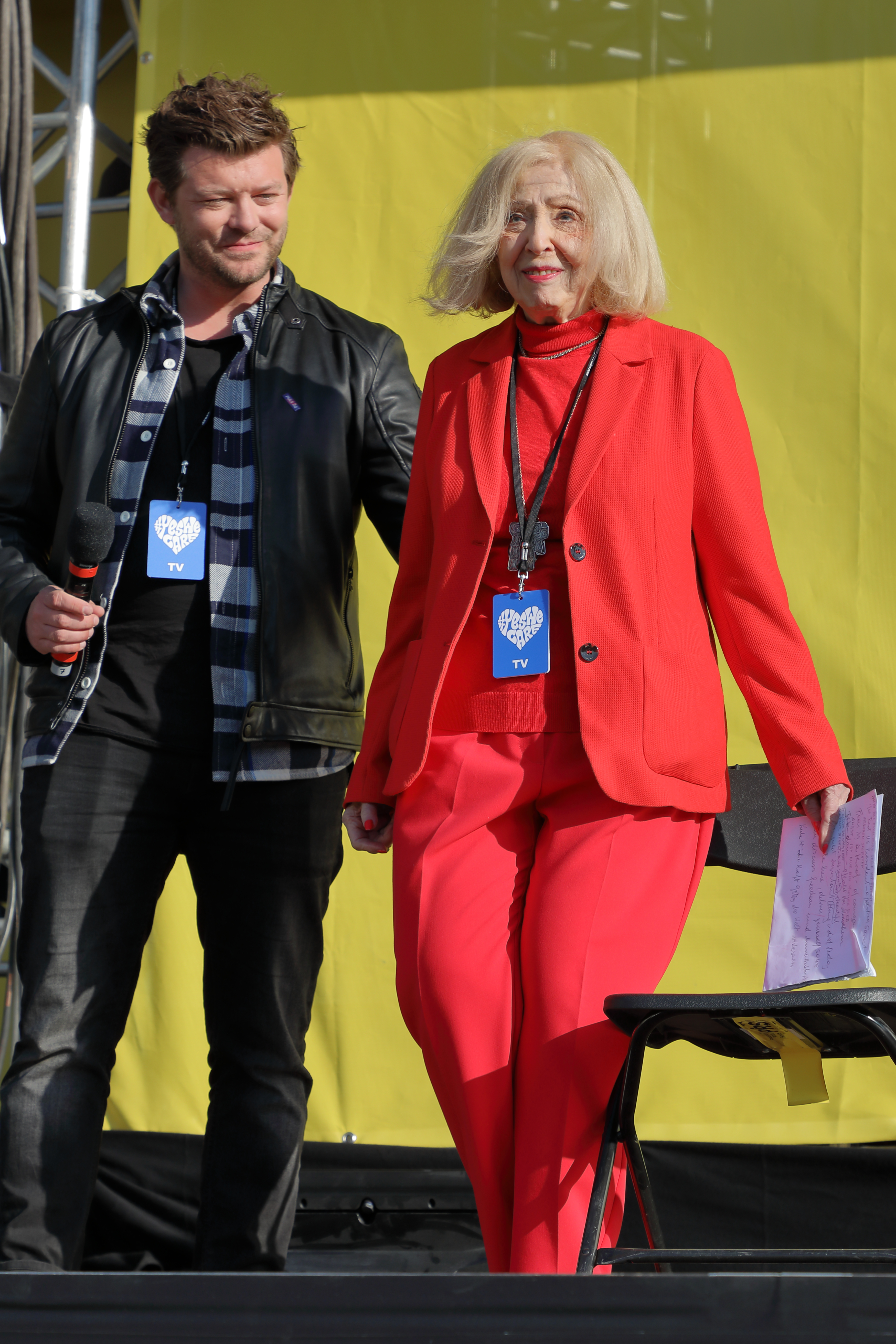
Erika Freeman beim Ukraine-Benefizkonzert 2022 in Wien

Für das österreichische Erinnerungsprojekt A Letter To The Stars fuhr Erika Freeman seit 2007 immer wieder nach Österreich und setzte sich als Zeitzeugin gegen das Vergessen ein.
Am 2. Januar 2020 sprach Erika Freeman mit Markus Kupferblum im Falter-Radio-Podcast über Wunder und Liebe, ihre Arbeit als Psychoanalytikerin in New York und Hollywood und ihre zahlreichen Weggefährten.
Zu ihrem 95. Geburtstag nahm sie im Jahr 2022 die österreichische Staatsbürgerschaft an. Seither ist Freeman US-amerikanisch-österreichische Doppelstaatsbürgerin. Im November 2022 schenkte sie mehrere persönliche Erinnerungsstücke an das Haus der Geschichte Österreich und konnte die üblicherweise versperrte Altane betreten, auf der Adolf Hitler 1938 den „Anschluss“ verkündete. Im Februar 2024 wurde sie zur Ehrenbürgerin der Stadt Wien ernannt.
Erika Freeman lebt mittlerweile wieder in Wien, konkret im Hotel Imperial.

## Schriften
- Erika Freeman Padan: Psychological study of a family in a kibbutz in Israel. Dissertation Columbia University, 1964 Microfilm
- Erika Freeman: Insights; conversations with Theodor Reik. Englewood Cliffs, N.J. : Prentice-Hall, 1971

## Auszeichnungen
- 2017: Österreichisches Ehrenkreuz für Wissenschaft und Kunst
- 2024: Ehrenbürgerin der Stadt Wien[6]